# Sinistrella
Sinistrella là một chi ốc biển, là động vật thân mềm chân bụng sống ở biển trong họ Turridae.

## Các loài
Các loài thuộc chi Sinistrella bao gồm:
- Sinistrella sinistralis (Petit de la Saussaye, 1839)[2]